# Ehretia trachyphylla
Ehretia trachyphylla är en strävbladig växtart som beskrevs av Charles Henry Wright. Ehretia trachyphylla ingår i släktet Ehretia och familjen strävbladiga växter. Inga underarter finns listade i Catalogue of Life.